# Cellokonzert (Elgar)

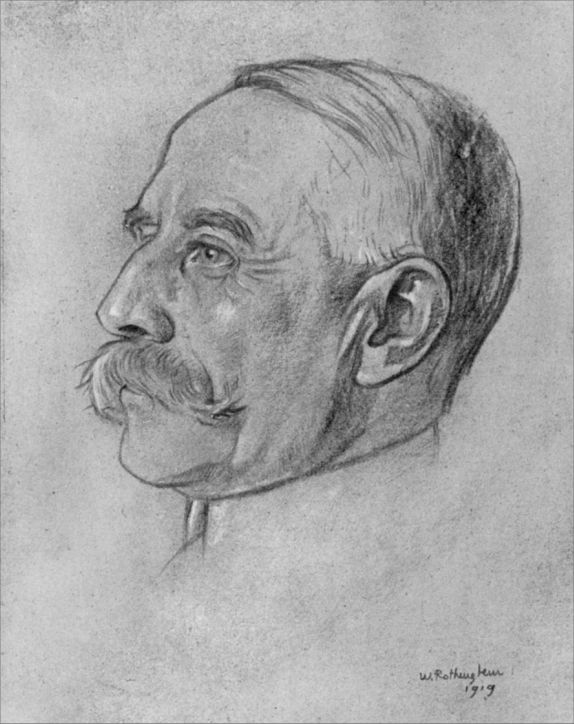
Edward Elgar, 1919, Zeichnung von William Rothenstein

Das 1919 uraufgeführte Cellokonzert e-Moll op. 85 des englischen Komponisten Edward Elgar (1857–1934) entstammt seiner letzten Schaffensphase.

## Entstehung, Uraufführung und Rezeption
Von Edward Elgar sind zwei Solokonzerte überliefert: Dasjenige für Violine entstand 1910, neun Jahre vor seinem Konzert für Violoncello (daneben existieren Skizzen für ein Klavierkonzert). 1917 zog Edward Elgar von London in das Landhaus Brinkwells bei Fittleworth in Sussex. Im Frühjahr 1918 musste er sich einer Mandeloperation unterziehen und schrieb unmittelbar nach Rückkehr in sein Heim das Hauptthema seines späteren Cellokonzertes nieder. Zunächst entstanden jedoch drei kammermusikalische Werke: die Violinsonate e-Moll op. 82, das Streichquartett e-Moll op. 83 sowie das Klavierquintett a-Moll op. 84. 1919 wandte er sich der Komposition des Cellokonzerts zu. Als Solist war Felix Salmond vorgesehen, der bei der Uraufführung des Streichquartetts mitgewirkt hatte und Elgar auch in technischen Fragen des Konzerts beriet.
Das dem Literatur- und Kunstkritiker Sidney Colvin und dessen Frau Frances gewidmete Cellokonzert wurde am 27. Oktober 1919 in der Londoner Queen’s Hall unter Elgars Leitung mit dem London Symphony Orchestra uraufgeführt. Die Aufführung litt unter der Tatsache, dass Albert Coates, der Dirigent des übrigen Programms, die verfügbare Probenzeit großteils für Le Poème de l’Extase von Alexander Skrjabin beansprucht hatte. Ernest Newman, Kritiker des Observer, schrieb: „There have been rumours about during the week of inadequate rehearsal. Whatever the explanation, the sad fact remains that never, in all probability, has so great an orchestra made so lamentable an exhibition of itself. ... The work itself is lovely stuff, very simple – that pregnant simplicity that has come upon Elgar's music in the last couple of years – but with a profound wisdom and beauty underlying its simplicity.“ („Während der Woche gab es Gerüchte über unzureichende Proben. Was auch immer der Grund war, es bleibt die betrübliche Tatsache, dass wahrscheinlich noch nie ein so bedeutendes Orchester eine so jämmerliche Selbstdarstellung abgegeben hat […] Das Werk selbst ist wunderbar, sehr einfach – von der bedeutungsschweren Einfachheit, die Elgars Musik der letzten Jahre kennzeichnet – jedoch von einer tiefen Weisheit und Schönheit, die seiner Einfachheit zugrunde liegt“).

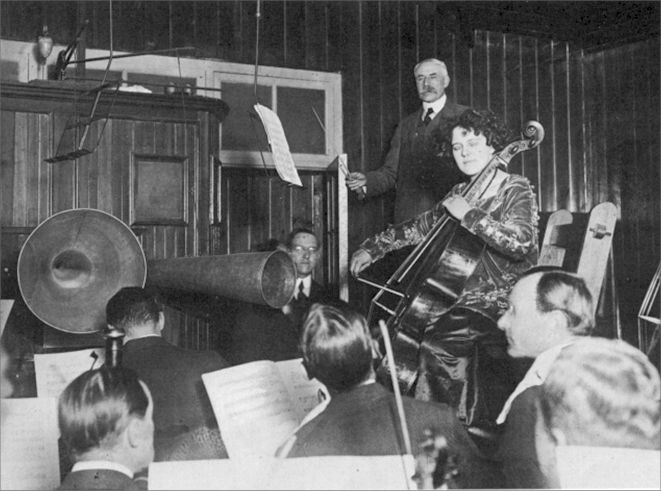
Edward Elgar dirigiert die Ersteinspielung mit Beatrice Harrison

Im Dezember 1919 entstand eine erste, jedoch gekürzte Plattenaufnahme mit der Cellistin Beatrice Harrison unter Leitung Elgars, 1928 dann eine Komplettaufnahme mit den gleichen Ausführenden. Der Erstdruck erschien 1921 bei Novello and Company. Das Autograph des Werkes befindet sich im Royal College of Music. Das jahrzehntelang eher wenig gespielte Cellokonzert Elgars erlangte 1965 breitere Bekanntheit durch eine bis heute Maßstäbe setzende Einspielung der damals zwanzigjährigen Cellistin Jacqueline du Pré unter Leitung von John Barbirolli, der bereits bei der Uraufführung als Orchestercellist mitgewirkt hatte.

## Besetzung und Charakterisierung
Neben dem solistischen Violoncello sieht die Partitur folgende Orchesterbesetzung vor:
2 Flöten (2. auch Piccoloflöte, ad libitum), 2 Oboen, 2 Klarinetten, 2 Fagotte, 4 Hörner, 2 Trompeten, 3 Posaunen, Tuba (ad libitum), 3 Pauken und Streicher.
Die Aufführungsdauer beträgt etwa 30 Minuten. Die vier Sätze des Konzerts tragen folgende Tempobezeichnungen:
1. Adagio – Moderato
2. Lento – Allegro molto
3. Adagio
4. Allegro – Moderato – Allegro, ma non troppo – Poco più lento

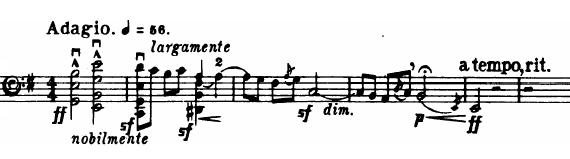
Eröffnungstakte des Solocellos in Elgars Cellokonzert

Das von überwiegend melancholischen Stimmungen geprägte Cellokonzert Edward Elgars versah der Komponist am Ende der Partitur mit den Worten „Finis. R.I.P.“ Sein Opus 85 sollte zugleich das letzte vollendete Werk Elgars werden, abgesehen von einigen Transkriptionen, Arrangements und Gelegenheitsstücken.
Der erste Satz beginnt mit einer rezitativartigen Einleitung des Solocellos, bevor das Orchester – zunächst in den Bratschen – das Hauptthema Moderato im 9/8-Takt intoniert, das auf einer einzigen rhythmischen Zelle basiert und mehrfach wiederholt wird.
Im mittleren Satzabschnitt werden die Tonarten e-Moll und E-Dur kontrastierend eingesetzt. Nach einer Rekapitulation des Hauptthemas verklingt der Satz leise in einer Folge von Pizzicati, die unmittelbar in den zweiten Satz, der die Rolle des Scherzos vertritt, überleiten. Sein durch eine lebhafte Sechzehntelfolge geprägtes Hauptthema wird mehrfach von einem kantablen zweiten Thema in Es-Dur unterbrochen.

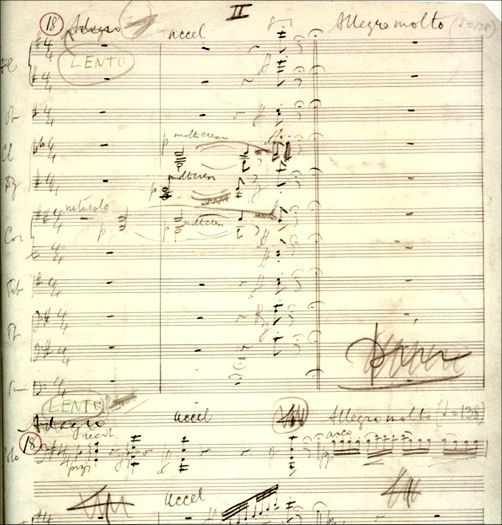
Autograph mit Beginn des zweiten Satzes

Der dritte Satz verzichtet auf Blechbläser und umfasst lediglich 60 Takte, dessen durchgehende melodische Linie in B-Dur das Solocello nach Art eines „Lieds ohne Worte“ fast ununterbrochen fortspinnt. Das Finale ist der umfangreichste Satz des Werkes. Das nach einer kurzen, raschen Orchestereinleitung vom Cello intonierte Hauptthema trägt die für Elgar charakteristische Vortragsbezeichnung „Nobilmente“ und wird später vom ganzen Orchester übernommen. Gegen Ende erscheinen als Reminiszenzen zunächst die Melodie des Adagio und dann das Cello-Rezitativ vom Beginn des ersten Satzes, bevor der Satz im vollen Orchesterklang zum fast abrupt wirkenden Ende getrieben wird.